# Somerset and North Devon (circonscription du Parlement européen)
Somerset and North Devon était une circonscription du Parlement européen couvrant tout le Somerset en Angleterre, plus le nord du Devon et le sud-ouest d'Avon. Avec Cornwall and West Plymouth, c'était l' un des deux premiers sièges à élire un membre du parti libéral démocrate au Parlement européen.
Avant l’adoption uniforme de la représentation proportionnelle en 1999, le Royaume-Uni utilisait le système uninominal à un tour pour les élections européennes en Angleterre, en Écosse et au pays de Galles. Les conscriptions du Parlement européen utilisées dans ce système étaient plus petites que les circonscriptions régionales les plus récentes et ne comptaient chacune qu'un seul membre au Parlement européen.
Il se composait des circonscriptions du Parlement de Westminster (sur leurs limites de 1983) de Bridgwater, North Devon, Somerton and Frome, Taunton, Wells, Weston-super-Mare, et Yeovil.
La circonscription a remplacé la majeure partie du Somerset and Dorset West et certaines parties du Devon. Il est devenu une partie de la circonscription beaucoup plus grande du sud-ouest de l'Angleterre en 1999.

## Membre du Parlement européen
| Élection                    | Élection | Portrait | Membre        | Parti             |
| --------------------------- | -------- | -------- | ------------- | ----------------- |
|                             | 1994     |          | Graham Watson | Libéral démocrate |
| 1999 circonscription abolie |          |          |               |                   |

## Résultats des élections
Les candidats élus sont indiqués en gras.
| Parti         | Parti                                       | Candidat       | Voix    | %    | ± |
| ------------- | ------------------------------------------- | -------------- | ------- | ---- | - |
|               | Libéral Démocrate                           | Graham Watson  | 106,187 | 43,6 | ' |
|               | Conservateur                                | Margaret Daly  | 83,678  | 34,3 |   |
|               | Travailliste                                | John Pilgrim   | 34,540  | 14,2 |   |
|               | Green                                       | David Taylor   | 10,870  | 4,5  |   |
|               | New Britain                                 | Graham Livings | 7,165   | 2,9  |   |
|               | Natural Law                                 | M. Lucas       | 1,200   | 0,5  |   |
| Majorité      | Majorité                                    | Majorité       | 22,509  | 9,3  |   |
| Participation | Participation                               | Participation  | 243,640 | 47,1 |   |
|               | Libéral Démocrate vainqueur (nouveau siège) |                |         |      |   |